# Andrena geranii
Andrena geranii är en biart som beskrevs av Robertson 1891. Andrena geranii ingår i släktet sandbin, och familjen grävbin. Inga underarter finns listade i Catalogue of Life.